# نهاش أعزل
نهاش أعزل (الاسم العلمي: Lutjanus inermis) (بالإنجليزية: Golden snapper)‏ هو نوع من الأسماك يتبع جنس النهاش من الفصيلة النهاشية.